# Aérodrome de Doncourt-lès-Conflans
L’aérodrome de Doncourt-lès-Conflans (code OACI : LFGR) est un aérodrome civil, ouvert à la circulation aérienne publique (CAP), situé à 1 km au nord de Doncourt-lès-Conflans en Meurthe-et-Moselle (région Lorraine, France).
Il est utilisé pour la pratique d’activités de loisirs et de tourisme (aviation légère, parachutisme, montgolfière et aéromodélisme).

## Histoire
L’architecte Jacques Ogé est l’auteur de l’auberge de jeunesse-club d’aviation populaire en 1938. Il est associé notamment au constructeur nancéien Jean Prouvé qui dessine l’équipement et l’aménagement. En 1944, le bâtiment est détruit par les Alliés. Au début des années 1950, Le Corbusier, via son ami député de Briey Philippe Serre, est chargé du chantier. L’architecte suisse collabore avec Ogé et Prouvé pour dessiner un nouveau bâtiment formé de deux coques monobloc, selon un principe constructif développé alors par Jean Prouvé. La construction s’étend de 1953 à 1954. L'édifice a été dénaturé depuis. Il a été inscrit à l'inventaire supplémentaire au titre des monuments historiques, par arrêté du 12 avril 1999.

## Installations
L’aérodrome dispose d’une piste en herbe orientée est-ouest (08/26), longue de 1 000 mètres et large de 80.
L’aérodrome n’est pas contrôlé. Les communications s’effectuent en auto-information sur la fréquence de 123,500 MHz.
La fréquence est modifiée par notam du 30/11/2022. Nouvelle fréquence : 119,765 MHz.
S’y ajoutent :
- une aire de stationnement ;
- des hangars ;
- une station d’avitaillement en carburant (100LL) et en lubrifiant[4].

## Activités
- Centre d’aviation du bassin de Briey
- Centre école de Moselle parachutisme